# 42-я стрелковая дивизия (2-го формирования)
42-я стрелковая дивизия (2-го формирования) — формирование (соединение, стрелковая дивизия) стрелковых войск РККА, в составе ВС СССР, в годы Великой Отечественной войны.
Сокращённое наименование — 42 сд.
Полное наименование, по окончании войны — 42-я Смоленская Краснознамённая орденов Суворова и Кутузова стрелковая дивизия.

## История
В стрелковых войсках РККА (ВС СССР) 42-я стрелковая дивизия сформировывалась несколько раз (См. выше список других формирований).

### Формирование
Сформирована на базе 31-й запасной стрелковой бригады ПриВО в октябре 1941 года взамен 42-й стрелковой дивизии 1-го формирования, погибшей в начальный период войны.
Для формирования дивизии было определено, по наличию мобресурсов, три места:
- 1 место — где должен был находиться штаб дивизии, это город Вольск Саратовской области, располагающийся на берегу Волги. Штаб разместили в помещении Дома пионеров.
- 2 место — город Пугачёв Саратовской области, на левом берегу Волги, чуть в стороне от неё.
- 3 место — село Терса, западнее Вольска.

По рассказам очевидцев, дивизию пополняли личным составом, в том числе набиравшимися людьми из тюрем Саратовской, Пензенской и Тамбовской областей. Подбирали людей, осуждённых только за мелкое хулиганство по документам, находящимся в исправительных учреждениях. Воров и рецидивистов категорически не брали. Людей размещали в школах, каждый взвод в отдельном классе. Почти все играли в карты. Как-то за ночь командир отобрал у них колод 30 карт, а наутро они, нарисовав на бумаге новые, играли опять. С дисциплиной было очень сложно.
Дивизия была сформирована к 27 декабря 1941 года. Командиром дивизии был назначен полковник С. Л. Садовский. Всю войну дивизия сражалась под знамёнами Вольского горисполкома.

### 1942 год
С 17 февраля 1942 года дивизия перебрасывается в г. Тулу в состав 24-й резервной армии. 5 апреля 1942 г. дивизия передана в состав 49-й армии Западного фронта. Командующим армией тогда был генерал-лейтенант И. Г. Захаркин, которому было 53 года. С этого времени начинается участие 42-й стрелковой дивизии нового формирования в боевых действиях. Совершив марш из Тулы в район Юхнова, дивизия заняла оборону на левом фланге 49-й армии. Дивизия насчитывала 20 тыс. человек. В этот момент 42-я дивизия сменила сразу три дивизии, которые ушли на доукомплектование. В это время под Юхновом 49-ю армию посетил командующий Западным фронтом генерал армии Г. К. Жуков. Говорили, что Жуков был недоволен пассивным ведением обороны 49-й армией и распекал Захаркина такими словами: «Ты, старый хрыч, тебе на печке сидеть, а ты армией командуешь!» Однако, впоследствии в своих мемуарах Г. К. Жуков хорошо отзывался о действиях 49-й армии.
С 5 апреля 1942 г. по февраль 1943 г. дивизия находится в обороне. В связи с набранным контингентом дисциплина в дивизии очень сильно хромала. Солдаты глушили рыбу взрывчаткой, пользоваться которой умели плохо, поэтому часто сами подрывались на своих зарядах. По-видимому, вследствие частых ЧП командир дивизии полковник Садовский С. Л. в июле 1942 г. был отстранён от занимаемой должности. Вместо него был назначен Герой Советского Союза полковник Мультан Н. Н.

### 1943 год
В летне-осеннюю кампанию 1943 г. войска Западного фронта имели задачу наступать на смоленском направлении с целью разгрома левого крыла группы армий «Центр», овладения рубежом Смоленск-Рославль и развития наступления на Витебск, Оршу и Могилёв. Немецкие войска, используя лесисто-болотистую местность, создали прочную оборону из 4 — 5 оборонительных полос на глубину до 130 км.
7 августа 1943 г. перешли в наступление войска ударной группировки Западного фронта, в которую входила и 42 сд. Под угрозой окружения противник начал отход и 25 сентября 42 сд освободила Смоленск. В связи с этим важным событием 25 сентября 1943 г. 42-й стрелковой дивизии было присвоено почётное наименование «Смоленская».
В начале октября дивизия вышла к посёлку Ленино в Белоруссии. В конце 1943 г. дивизия перебрасывается под Витебск, где вела упорные бои до весны 1944 года.

### 1944 год
Весной 1944 года дивизия, понёсшая после боёв под Витебском большие потери, выводится в резерв 49-й армии на доукомплектование. Больше месяца дивизия находилась в резерве, затем форсировала Днепр южнее Шклова, участвовала в окружении могилёвской группировки войск, которая 28 июня 1944 г. была уничтожена. Наступление продолжилось в направлении на Минск и Гродно.
42 сд приняла участие в окружении 105-тысячной группировки немцев восточнее Минска, которая была ликвидирована в июле 1944 г. Далее, используя трофейный транспорт, и преодолевая по 28—35 км в день, дивизия наступала на Гродно и в сентябре овладела Замбрувом, Ломжей, Остроленкой и заняла оборону на южном берегу Нарева.

### 1945 год
С 15 января 1945 г. 42 сд участвовала в Восточно-Прусской операции в наступлении на Быгдощ и Данциг. После боёв под Данцигом с 25 марта по 4 апреля дивизия находилась в резерве. К 15 апреля дивизия сосредоточилась у Одера. Форсировав Одер, 42 сд участвовала в развитии наступления 65-й армии, затем была переброшена в полосу действия 49-й армии и наступала на юго-запад Германии. 4 мая дивизия встретилась с союзниками-англичанами в районе г. Пархим. Война закончилась и 20 июня 1945 г. в г. Нойштрелиц 42 сд была расформирована, а личный состав был передан в 364-ю Тосненскую стрелковую дивизию. Офицеры были переданы в 27-й отдельный полк резерва офицерского состава.

## Состав
- управление (штаб)
- 44-й стрелковый полк
- 455-й стрелковый полк
- 459-й стрелковый полк
- 472-й артиллерийский полк
- 4-й отдельный истребительно-противотанковый дивизион
- 102-й миномётный дивизион (до 14.10.1942)
- 84-я отдельная разведывательная рота
- 262-й отдельный сапёрный батальон
- 563-й отдельный батальон связи (18-й отдельный батальон связи, 158-я отдельная рота связи)
- 3-й (607-й) медико-санитарный батальон
- 504-я отдельная рота химической защиты
- 166-я (158-я) автотранспортная рота
- 440-я полевая хлебопекарня
- 885-й дивизионный ветеринарный лазарет
- 1655-я полевая почтовая станция
- 1076-я полевая касса Госбанка

Перечень № 5 Стрелковых, горнострелковых, мотострелковых и моторизованных дивизий, входивших в состав действующей армии в годы Великой Отечественной войны 1941—1945 гг. / А. П. Покровский. — М.: Министерство обороны, 1956. — 218 с.

## Подчинение
| Дата            | Фронт (округ)                           | Армия      | Корпус                  | Примечания                |
| --------------- | --------------------------------------- | ---------- | ----------------------- | ------------------------- |
| 01.01.1942 года | Приволжский военный округ, город Вольск |            |                         | формирование              |
| 01.02.1942 года | Приволжский военный округ, город Вольск |            |                         | формирование              |
| 01.03.1942 года | Резерв Верховного Главнокомандования    | 24-я армия |                         |                           |
| 01.04.1942 года | Резерв Верховного Главнокомандования    | 24-я армия |                         |                           |
| 01.05.1942 года | Западный фронт                          | 49-я армия | —                       | —                         |
| 01.06.1942 года | Западный фронт                          | 49-я армия | —                       | —                         |
| 01.07.1942 года | Западный фронт                          | 49-я армия | —                       | —                         |
| 01.08.1942 года | Западный фронт                          | 49-я армия | —                       | —                         |
| 01.09.1942 года | Западный фронт                          | 49-я армия | —                       | —                         |
| 01.10.1942 года | Западный фронт                          | 49-я армия | —                       | —                         |
| 01.11.1942 года | Западный фронт                          | 49-я армия | —                       | —                         |
| 01.12.1942 года | Западный фронт                          | 49-я армия | —                       | —                         |
| 01.01.1943 года | Западный фронт                          | 49-я армия | —                       | —                         |
| 01.02.1943 года | Западный фронт                          | 49-я армия | —                       | —                         |
| 01.03.1943 года | Западный фронт                          | 49-я армия | —                       | —                         |
| 01.04.1943 года | Западный фронт                          | 49-я армия | —                       | —                         |
| 01.05.1943 года | Западный фронт                          | 33-я армия | —                       | —                         |
| 01.06.1943 года | Западный фронт                          | 33-я армия | —                       | —                         |
| 01.07.1943 года | Западный фронт                          | 33-я армия |                         | —                         |
| 01.08.1943 года | Западный фронт                          | 33-я армия |                         | —                         |
| 01.09.1943 года | Западный фронт                          | 33-я армия |                         | —                         |
| 01.10.1943 года | Западный фронт                          | 33-я армия |                         | —                         |
| 01.11.1943 года | Западный фронт                          | 33-я армия |                         | —                         |
| 01.12.1943 года | Западный фронт                          | 33-я армия | 65-й стрелковый корпус  | —                         |
| 01.01.1944 года | Западный фронт                          | 33-я армия | 65-й стрелковый корпус  | —                         |
| 01.02.1944 года | Западный фронт                          | 33-я армия | 69-й стрелковый корпус  | —                         |
| 01.03.1944 года | Белорусский фронт                       | 31-я армия |                         | —                         |
| 01.04.1944 года | Белорусский фронт                       | 33-я армия | 69-й стрелковый корпус  | —                         |
| 01.05.1944 года | 2-й Белорусский фронт                   | 33-я армия | 69-й стрелковый корпус  | —                         |
| 01.06.1944 года | 2-й Белорусский фронт                   | 33-я армия | 69-й стрелковый корпус  | —                         |
| 01.07.1944 года | 2-й Белорусский фронт                   | 49-я армия | 69-й стрелковый корпус  | —                         |
| 01.08.1944 года | 2-й Белорусский фронт                   |            | 38-й стрелковый корпус  | —                         |
| 01.09.1944 года | 2-й Белорусский фронт                   | 49-я армия | 70-й стрелковый корпус  | —                         |
| 01.10.1944 года | 2-й Белорусский фронт                   | 49-я армия | 69-й стрелковый корпус  | —                         |
| 01.11.1944 года | 2-й Белорусский фронт                   | 49-я армия | 121-й стрелковый корпус | —                         |
| 01.12.1944 года | 2-й Белорусский фронт                   | 49-я армия |                         | —                         |
| 01.01.1945 года | 2-й Белорусский фронт                   | 49-я армия | 121-й стрелковый корпус | —                         |
| 01.02.1945 года | 2-й Белорусский фронт                   | 49-я армия | 121-й стрелковый корпус | —                         |
| 01.03.1945 года | 2-й Белорусский фронт                   | 49-я армия | 121-й стрелковый корпус | —                         |
| 01.04.1945 года | 2-й Белорусский фронт                   | 49-я армия | —                       | —                         |
| 01.05.1945 года | 2-й Белорусский фронт                   | 49-я армия | 121-й стрелковый корпус | город Везенберг, Германия |

## Командование
Командиры
- полковник Садовский, Семён Леонидович (27.12.1941 — 14.07.1942);
- полковник, с 14.02.1943 генерал-майор Мультан, Николай Николаевич (14.07.1942 — 26.11.1943);
- генерал-майор Иконников, Иван Алексеевич (26.11.1943 — 10.12.1943);
- полковник Руссков, Гавриил Гавриилович (10.12.1943 — 06.01.1944);
- подполковник Моисеенков, Семён Михайлович (07.01.1944 — 23.01.1944);
- полковник Слиц, Антон Иванович (24.01.1944 — 21.03.1944);
- полковник Становский, Семён Ипатьевич (22.03.1944 — 29.03.1944);
- полковник Слиц, Антон Иванович (30.03.1944 — 30.10.1944);
- полковник Пачков, Николай Степанович (31.10.1944 — 16.04.1945);
- полковник Исаков, Семён Кузьмич (17.04.1945 — 27.04.1945);
- полковник Емельяненко, Григорий Ильич (28.04.1945 — 12.05.1945)[1];
- полковник Пачков, Николай Степанович (13.05.1945 — ??.07.1945)

Начальники штаба
- капитан, майор, подполковник Кусакин, Николай Фёдорович (??.08.1942 — 26.03.1943);

## Награды и наименования
| Награда (наименование)             | Дата награждения                                                          | За что награждена |
| ---------------------------------- | ------------------------------------------------------------------------- | --- |
| Почётное наименование «Смоленская» | присвоено приказом Верховного Главнокомандующего от 25 сентября 1943 года | За отличие в боях при овладении городом Смоленск — важнейшим стратегическим узлом обороны немцев на Западном направлении. |
| Орден Красного Знамени             | Указ Президиума Верховного Совета СССР от 10 июля 1944 года               | награждена за образцовое выполнение заданий командования в боях при форсировании рек Проня и Днепр, прорыв сильно укреплённой обороны немцев, а также за овладение городами Могилёв, Шклов и Быхов и проявленные при этом доблесть и мужество. |
| Орден Кутузова II степени          | Указ Президиума Верховного Совета СССР от 25 июля 1944 года               | награждена за успешное выполнение заданий командования в боях с немецкими захватчиками при овладении городом и крепостью Гродно и проявленные при этом доблесть и мужество.                                                                    |
| Орден Суворова II степени          | Указ Президиума Верховного Совета СССР от 17 мая 1945 года                | награждена за образцовое выполнение заданий командования в боях с немецкими захватчиками при овладении городом и крепостью Гданьск (Данциг) и проявленные при этом доблесть и мужество.                                                        |

Награды частей дивизии:
- 44-й стрелковый Верхнеднепровский ордена Суворова[5] полк
- 455-й стрелковый Верхнеднепровский Краснознамённый[6] ордена Кутузова[7] полк
- 459-й стрелковый Верхнеднепровский Краснознамённый[8] ордена Суворова[6] полк
- 472-й артиллерийский Верхнеднепровский ордена Кутузова[5] полк
- 4-й отдельный истребительно-противотанковый ордена Красной Звезды[9] дивизион
- 262-й отдельный сапёрный ордена Красной Звезды[6] батальон
- 563-й отдельный ордена Красной Звезды[6] батальон связи

## Отличившиеся воины дивизии
| Награда | Ф. И. О.                       | Должность                                                            | Звание                    | Дата награждения                 | Примечания |
| ------- | ------------------------------ | -------------------------------------------------------------------- | ------------------------- | -------------------------------- | --- |
|         | Адашев, Сали                   | командир стрелкового отделения 459-го стрелкового полка              | Старший сержант           | 24.03.1945                       | Первым из роты форсировал реку Бася. |
|         | Андрющенко, Владимир Кузьмич   | командир 44-го стрелкового полка                                     | Майор                     | 21.07.1944                       | За отличие при форсировании рек Днепр и Проня |
|         | Бондаренко, Иван Максимович    | командир батальона 459-го стрелкового полка                          | Майор                     | 24.03.1945                       | За отличие при форсировании реки Днепр |
|         | Грибков, Николай Иванович      | командир роты 459-го стрелкового полка                               | Старший лейтенант ВС СССР | 24.03.1945                       | За отличие при форсировании рек Днепр и Бася |
|         | Данилов, Михаил Иванович       | командир стрелкового взвода 459-го стрелкового полка                 | Лейтенант                 | 24.03.1945                       | За отличие при форсировании рек Днепр и Бася |
|         | Ермолаев, Феогент Филиппович   | заместитель командира стрелкового батальона 459-го стрелкового полка | Капитан                   | 24.03.1945                       | За отличие при форсировании реки Днепр |
|         | Зарудин, Юрий Фёдорович        | командир стрелковой роты 459-го стрелкового полка                    | Старший лейтенант ВС СССР | 24.03.1945                       | За отличие при форсировании рек Днепр и Бася |
|         | Кашин, Николай Иванович        | парторг 459-го стрелкового полка                                     | Майор                     | 24.03.1945                       | За отличие при форсировании рек Днепр и Бася |
|         | Костенко, Фёдор Дмитриевич     | командир пулемётного отделения 459-го стрелкового полка              | Старший сержант           | 24.03.1945                       | За отличие при форсировании рек Днепр и Бася |
|         | Костюков, Михаил Иванович      | командир пулемётного расчёта 459-го стрелкового полка                | Сержант                   | 29.03.1945                       | За боевые отличия на территории Польши |
|         | Кощеев, Павел Григорьевич      | Помощник командира стрелкового взвода 455-го стрелкового полка       | Старший сержант           | 24.03.1945                       | За отличие при форсировании реки Днепр |
|         | Пичугин, Дмитрий Николаевич    | командир взвода разведки 44-го стрелкового полка                     | Старший лейтенант ВС СССР | 24.03.1945                       | За отличие при форсировании реки Днепр |
|         | Подзигун, Владимир Филиппович  | командир отделения разведки 5-й батареи 472-го артиллерийского полка | Старший сержант           | 22.08.1944                       | За отличие в наступательном бою за Хутора Козьянские Дубровенского района Витебской области Белоруссии                                                                               |
|         | Слиц, Антон Иванович           | командир дивизии                                                     | Полковник                 | 21.07.1944                       | За умелое командование дивизией в Белорусской стратегической операции |
|         | Терешкевич, Сергей Григорьевич | командир стрелковой роты 459-го стрелкового полка                    | Старший лейтенант ВС СССР | 24.03.1945                       | За отличие при форсировании реки Днепр |
|         | Шелаев, Антон Стефанович       | командир отделения 84-й отдельной разведывательной роты              | Старшина                  | 29.03.1945                       | Совершил 32 рейда во вражеский тыл для захвата пленных и выявления позиций и объектов противника.                                                                                    |
|         | Юдин, Николай Николаевич       | стрелок 459го стрелкового полка                                      | Рядовой                   | 24.03.1945                       | За отличие при форсировании рек Днепр и Бася |
|         | Колмаков, Семён Сергеевич      | разведчик 84-й отдельной разведывательной роты                       | Рядовой                   | 01.08.1944 04.10.1944 29.6.1945  | |
|         | Поляков, Иван Иванович         | командир отделения 84-й отдельной разведывательной роты              | Сержант                   | 25.11.1943 22.05.1944 24.03.1945 | сражаясь в составе дивизии был награждён орденом Славы 3 степени. Орденом Славы 1 степени был награждён сражаясь в 18 гвардейском стрелковом полку 9 гвардейской стрелковой дивизии. |
|         | Ширяев, Иван Андреевич         | стрелок 455-го и 459-го Верхнеднепровского стрелковых полков         | Рядовой                   | 07.03.1944 28.08.1944 24.03.1945 | самый старший по возрасту полный кавалер орденов Славы |